# Pidonia gnathoides
Pidonia gnathoides là một loài bọ cánh cứng trong họ Cerambycidae.